# صنایع لاسوندی
صنایع لاسوندی (انگلیسی: Lassonde Industries) شرکت صنایع غذایی کانادایی است، که در سال ۱۹۱۸ تأسیس شد.